# 唐浜仮停車場
唐浜仮停車場（からはまかりていしゃじょう）は、鹿児島県川内市（現：薩摩川内市）網津町にあった日本国有鉄道（国鉄）鹿児島本線の仮停車場（廃駅）である。

## 概要
近隣にある唐浜海水浴場への最寄り駅として開業した季節営業の臨時駅で、夏季の海水浴シーズンの日中のみの限定営業であった。営業期間中は朝8時頃から夕方17時頃までの朝夕を中心とした一部の普通列車が停車していた。なお、開設した当時は薩摩高城駅は未開業であった。
開業当時は駅前が砂山であり、駅を降りて砂山を超えて暫く歩くと（駅から徒歩8分程度と伝わる）海水浴場があった唐浜海岸に行くことが出来た。しかし、駅の場所が海水浴場から離れていた事や、当仮停車場隣に薩摩高城駅が開業し隣接する湯田口海水浴場（現 湯田口海岸）や西方駅前の西方海水浴場の方が利便性が良かったため利用客がさほど振るわず1954年8月末をもって営業を休止し、そのまま営業を再開することなくわずか4年足らずで廃止になった。
営業期間が大変短く廃止されてからも相当の年月が経っているため、地元ですら駅の存在を知らない住民が多い状況であったが、八代 - 川内間が肥薩おれんじ鉄道に経営移管された後の2021年9月16日、開業70周年を記念して同社から『幻とよばれる駅！唐浜仮停車場70周年記念硬券』が限定発売された。

## 駅構造
1面1線の枕木を組み立てて作られた簡素なホームで屋根も駅舎もない駅だったがホーム横に簡易的な出札小屋やテントがあり、営業期間中は臨時に派遣された国鉄職員（駅係員）により乗車券の販売や集札が行われていた有人駅であった。

## 歴史
- 1951年（昭和26年）7月23日：国鉄鹿児島本線の唐浜仮停車場（局設定）として西方 - 草道間に開業[2][3]。
- 1952年（昭和27年）5月1日：西方駅側に薩摩高城駅が開業し、薩摩高城 - 草道間の駅となる。
- 1954年（昭和29年）9月1日：この年の夏季シーズンを最後に営業休止。
- 1955年（昭和30年）3月8日：廃止[2]。
- 2021年（令和3年）9月16日：開業70周年を記念した記念乗車券（硬券）を肥薩おれんじ鉄道にて発売開始[1][4]。

## 駅周辺
- 唐浜海水浴場

## 駅跡
駅関連施設は廃止後に全て撤去されて雑草が生い茂る草むらになっている。営業当時は唐浜海岸に繋がっていた砂山も当駅廃止後に防砂林開発による植樹などで木や雑草が生い茂って大規模な林になっており、廃止されて相当な年月が経過している事もあって現在では駅があったことを示す痕跡は何も残っていない。また、現役時代の写真や資料がほとんど残っていないことから幻の駅としても知られている。なお、2021年に発売された『唐浜仮停車場70周年記念硬券』の台紙の裏には、当時の旧川内市の市報から抜粋した唐浜駅営業当時の営業案内や列車時刻が印刷されている。

## 隣の駅
日本国有鉄道
鹿児島本線
薩摩高城駅 - 唐浜仮停車場 - 草道駅